# Apalochrus
Apalochrus är ett släkte av skalbaggar som beskrevs av Wilhelm Ferdinand Erichson 1840. Apalochrus ingår i familjen Malachiidae.
Släktet innehåller bara arten Apalochrus femoralis.